# Linognathoides citelli
Linognathoides citelli är en insektsart som beskrevs av Carlos Emmons Cummings 1916. Linognathoides citelli ingår i släktet Linognathoides och familjen ledlöss. Inga underarter finns listade i Catalogue of Life.